# Židovský hřbitov v Českých Budějovicích
Židovský hřbitov v Českých Budějovicích v lokalitě zvané U křížku se nachází na dnešní Pekárenské ulici ve východní části města České Budějovice asi 1,5 km od centra města. Hřbitov je ve správě Židovské obce Praha a  jeho celý areál je památkově chráněn. Hřbitov byl minimálně v roce 2023 jedinou dochovanou kulturní památkou na území městské části České Budějovice 4.

## Historie hřbitova
Hřbitov nese název U křížku, protože nebyl prvním na území města. Nejstarší středověký židovský hřbitov ve městě se nacházel na křižovatce dnešní Kněžské a Hradební ulice. V místech dnešní ulice Dr. Stejskala (dříve Divadelní) byl na levém břehu řeky Malše později zřízen hřbitov další, ale oba zanikly a zmizely po pogromech a vysídlení židovské komunity v letech 1505–1506. Od roku 1848 opět mohli Židé ve městě působit, tedy byla v roce 1859 zřízena budějovická židovská náboženská obec a v dnešní Pekárenské ulici byl v roce 1866 založen nový hřbitov.  U příjezdové cesty byla v roce 1896 vystavěna novorománskáobřadní síň a o rok později byl areál severním směrem o dvě třetiny plochy rozšířen na konečnou rozlohu 6489 m². První pohřby zde proběhly v roce 1867 – podle Seznamu hrobů z roku 1936 byl prvním zde pohřbeným David Waldstein. Stejný pramen spolu s vedeným indexem poskytují informaci, že do roku 1960 zde bylo pohřbeno 1334 židovských občanů.
Pohřby zde probíhaly až do roku 1942 a uloženy zde byly i urny, které nacisté někdy zasílali pozůstalým ještě před hromadnými transporty.[zdroj?] Za války byl hřbitov pustošen, kvalitní náhrobky si po dohodě s nacisty odvážely některé kamenické firmy. Po válce však byl částečně opraven těmi, jimž se koncentrační a vyhlazovací tábory podařilo přežít. Těm rodinám, jež to štěstí neměly, byly zhotoveny smaltované tabulky se jmény, daty a místy úmrtí a byly připevněny na hroby. Na památku obětem nacismu zde byla v roce 1950 zbudována pískovcová tumba. Během komunistického režimu byl hřbitov devastován ještě více – náhrobky byly káceny a odváženy, obvodové zdi pobořeny a místo bylo zaváženo odpadky a sutí. V roce 1975 20. století byla se souhlasem městského výboru zbourána obřadní síň a v jihovýchodním rohu hřbitova zbyl zachován pouze domek hrobníka. Na místě se pásly ovce a připravovala se likvidace hřbitova, o níž se lze dočíst v dokumentech v dnešním památníku.
Po roce 1990 byl hřbitov postupně opravován, z původních více než 1300 pomníků se však zachovalo pouhých 350, jež musely být identifikovány a umístěny zpět na původní místa. Obnova probíhala především díky soukromým iniciativám MVDr. Jaroslava Šeredy a Otto Kalenského, dlouhodobě péči o hřbitov zajišťuje Židovská obec v Praze také s využitím dotací a grantů, většinou z veřejných zdrojů. Jen na běžnou údržbu je ročně potřeba kolem 15–20 tisíc korun. Ve hřbitovním domku byla v roce 1998 otevřena malá expozice o dějinách Židů v Českých Budějovicích a pamětní síň zaniklé židovské obce v Českých Budějovicích.

## Náhrobní kameny

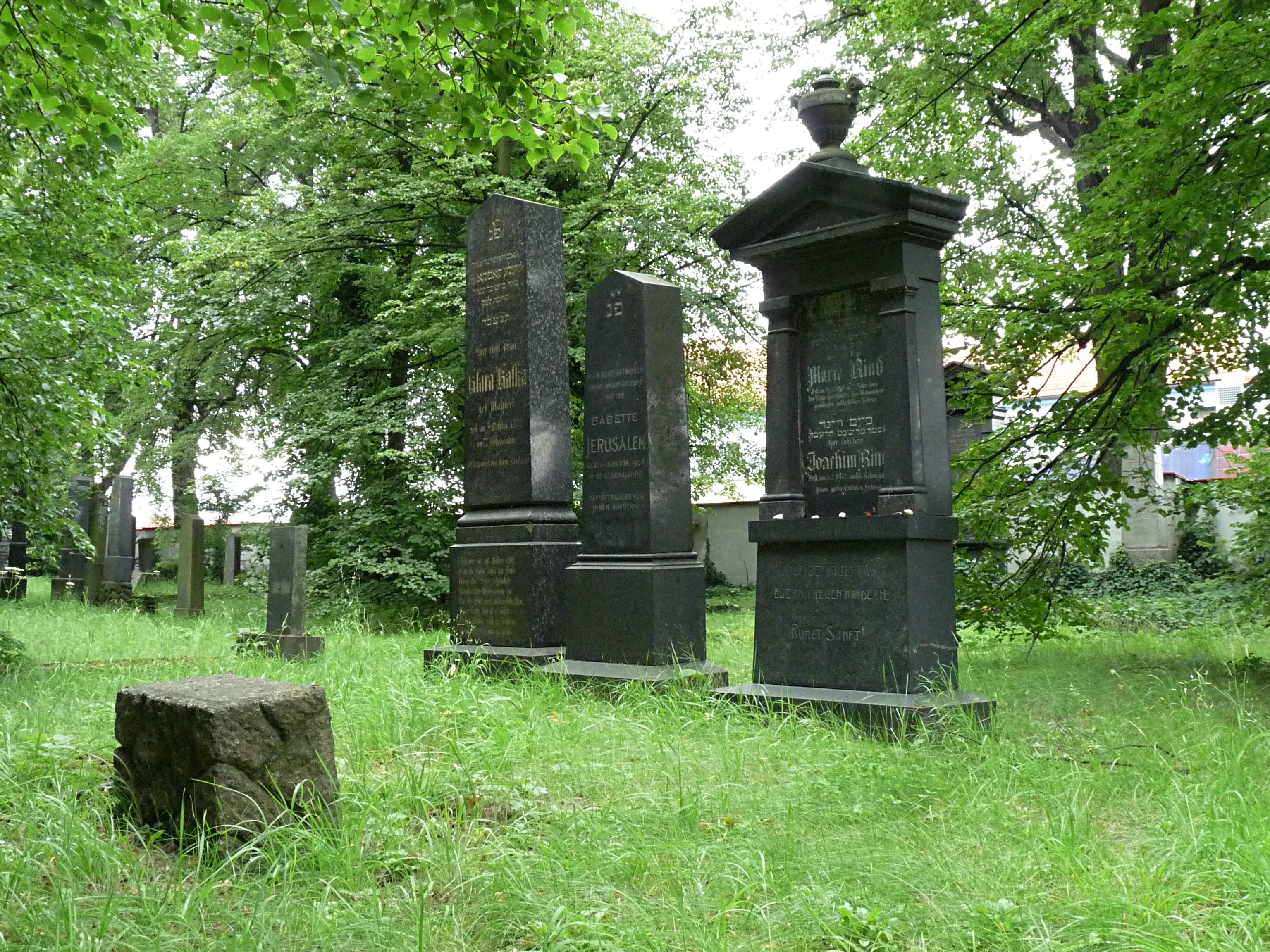
Tři z největších náhrobků na hřbitově

Většina náhrobních kamenů je natočena východním směrem. Hroby jsou organizovány do řad v pěti odděleních a jména pohřbených a pozice jejich rovů lze zjistit z okopírovaného ručně psaného seznamu, jenž je k dispozici v památníku. Očíslovány nejsou pouze dětské hroby severně od hřbitovního domku.[zdroj?] Nejstarší náhrobek, patřící Leopoldu Fürthovi, pochází z roku 1868; jako poslední zde byl roku 1962 pohřben terezínské věznění přeživší Hugo Hirsch.[zdroj?]
Náhrobní nápisy jsou většinou v hebrejštině a němčině, některé novější náhrobky pak mají nápisy v hebrejštině a češtině.

## Významné osobnosti
Mezi zde pohřbené významné osobnosti patří:
- rodiče MUDr. Karla Fleischmanna (1897–1944) – básník, spisovatel, malíř a grafik, jenž zahynul v Osvětimi. Na jeho památku byl z městských fondů postaven nedaleko vstupní brány hřbitova pomníček.
- Lev Herz (1893–1976) – středoškolský profesor; umístěna je zde urna s jeho popelem
- Rudolf Kende (1910–1958) – hudební skladatel
- Karel Thieberger (1869–1938) – rabín
- Adam Wunder (1817–1905) – krajský rabín
- Klára Friedová (zem. 1935) – matka spisovatele Norberta Frýda

## Památník

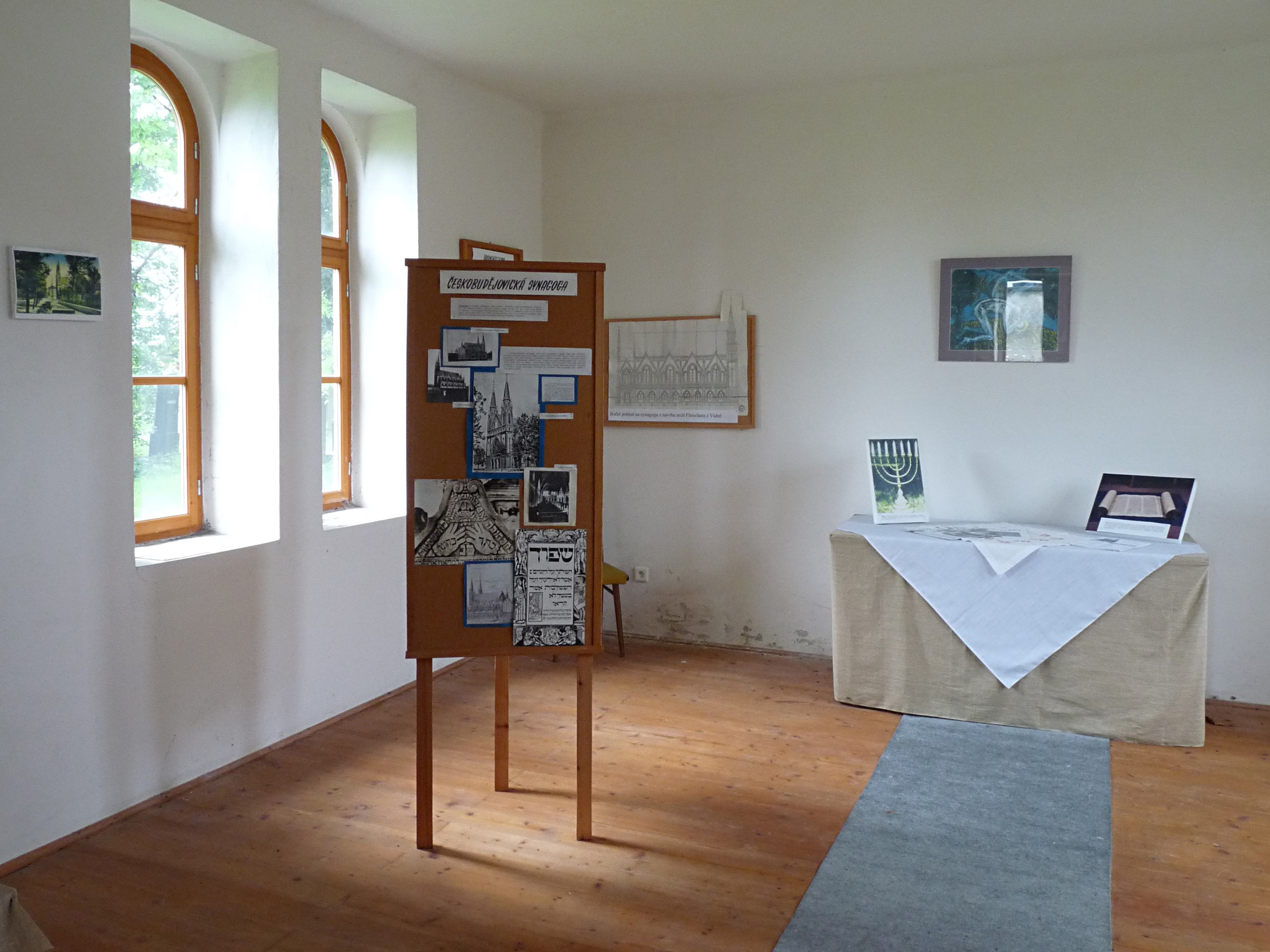
Interiér pamětní síně

Pamětní síň zbudovaná ve dvou místnostech bývalého domku hrobníka obsahuje kromě údajů o  historii vlastního hřbitova rovněž expozici o zaniklé židovské obci v Českých Budějovicích včetně dokumentace o významné českobudějovické synagoze zbourané v roce 1942. Jak ukazují v místě pořízené fotografie, k nahlédnutí jsou zde na panelech a stolech vystaveny písemné a fotografické dokumenty, jarmulky a také příklady děl významných členů místní židovské obce.
Poblíž domku se nachází pískovcová tumba jako pomník obětem nacismu, jež byla zhotovena v roce 1950 díky Židovské obci a spolku Chevra Kadiša. Její návrh vypracovala arch. inž. M. Schwarzová a je dílem kamenosochaře V. Křivánka. Slavnostně otevřen byl 15. října 1950 jako památka na umučené oběti z řad Židů v letech 1939–1945 a k uctění památky bojovníků za svobodu.

## Přístup
Ke hřbitovu se lze dostat autobusem do zastávky Pekárenská – U Křížku, přímo naproti areálu lze také odstavit auto na parkovišti. Hřbitov je celoročně zamčený, nicméně klíče od branky i od památníku je možné si vypůjčit na vrátnici ČSAD Jihotrans sousedící se hřbitovem.

## Galerie

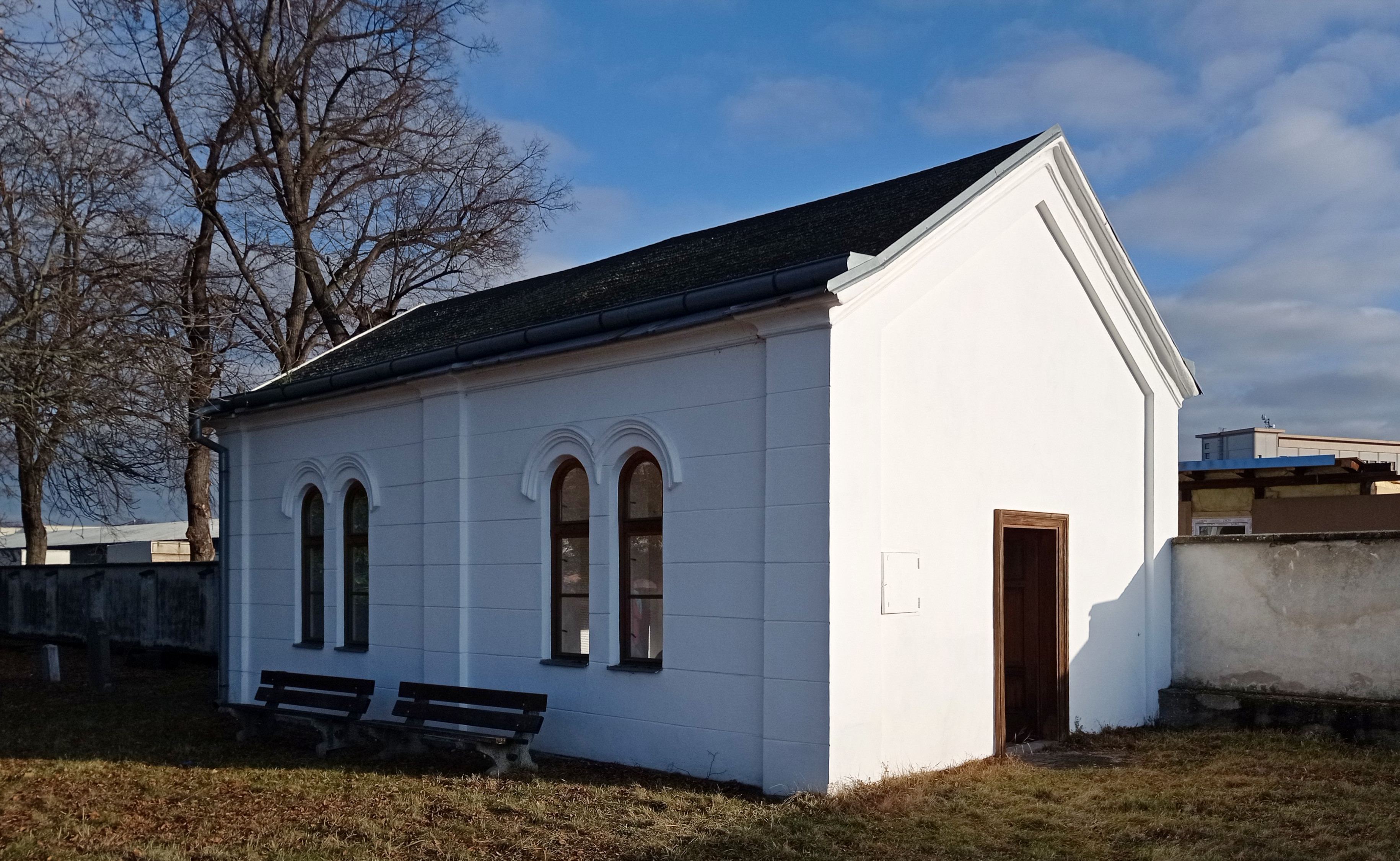
Bývalý domek hrobníka, pamětní síň
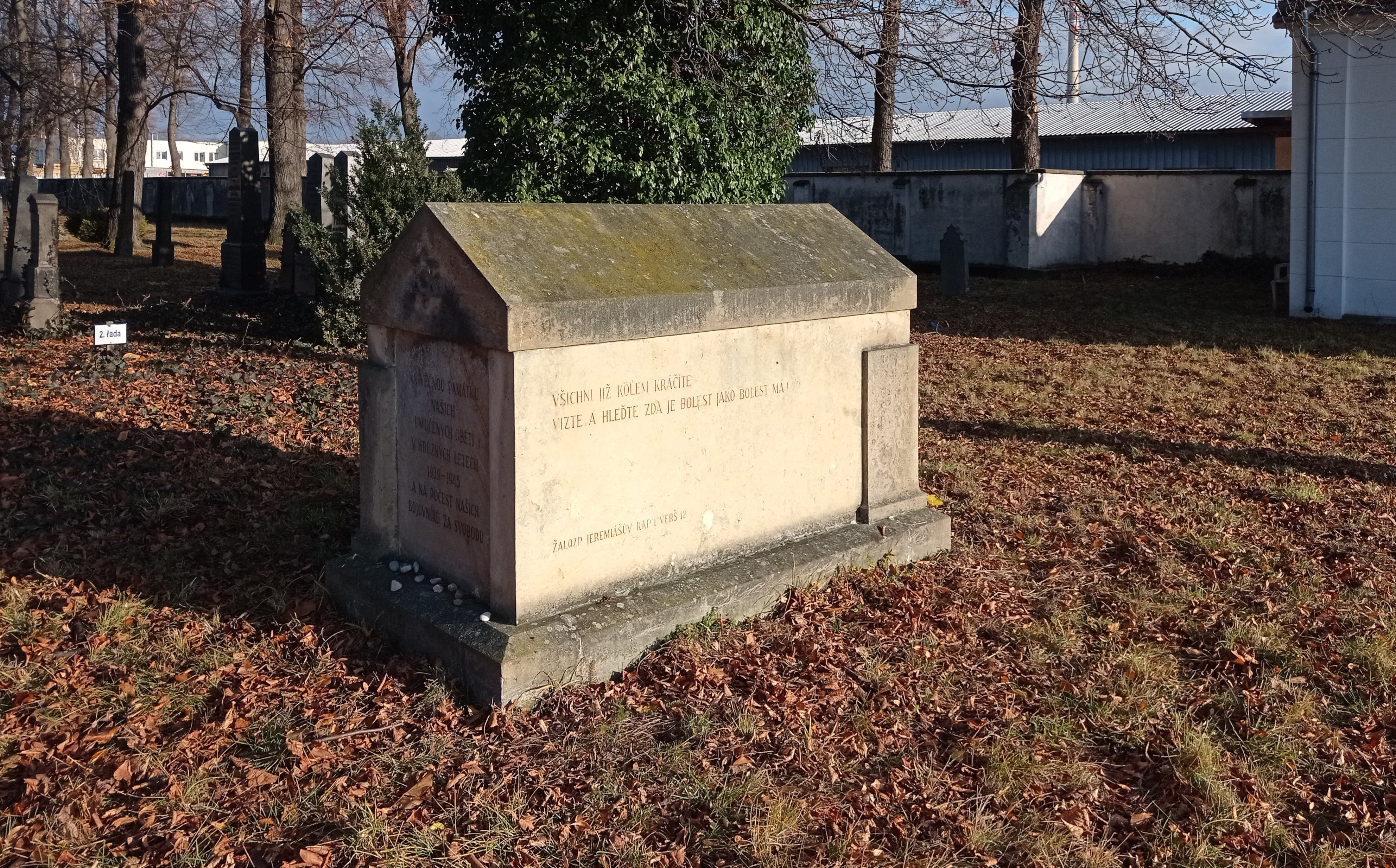
Tumba/památník
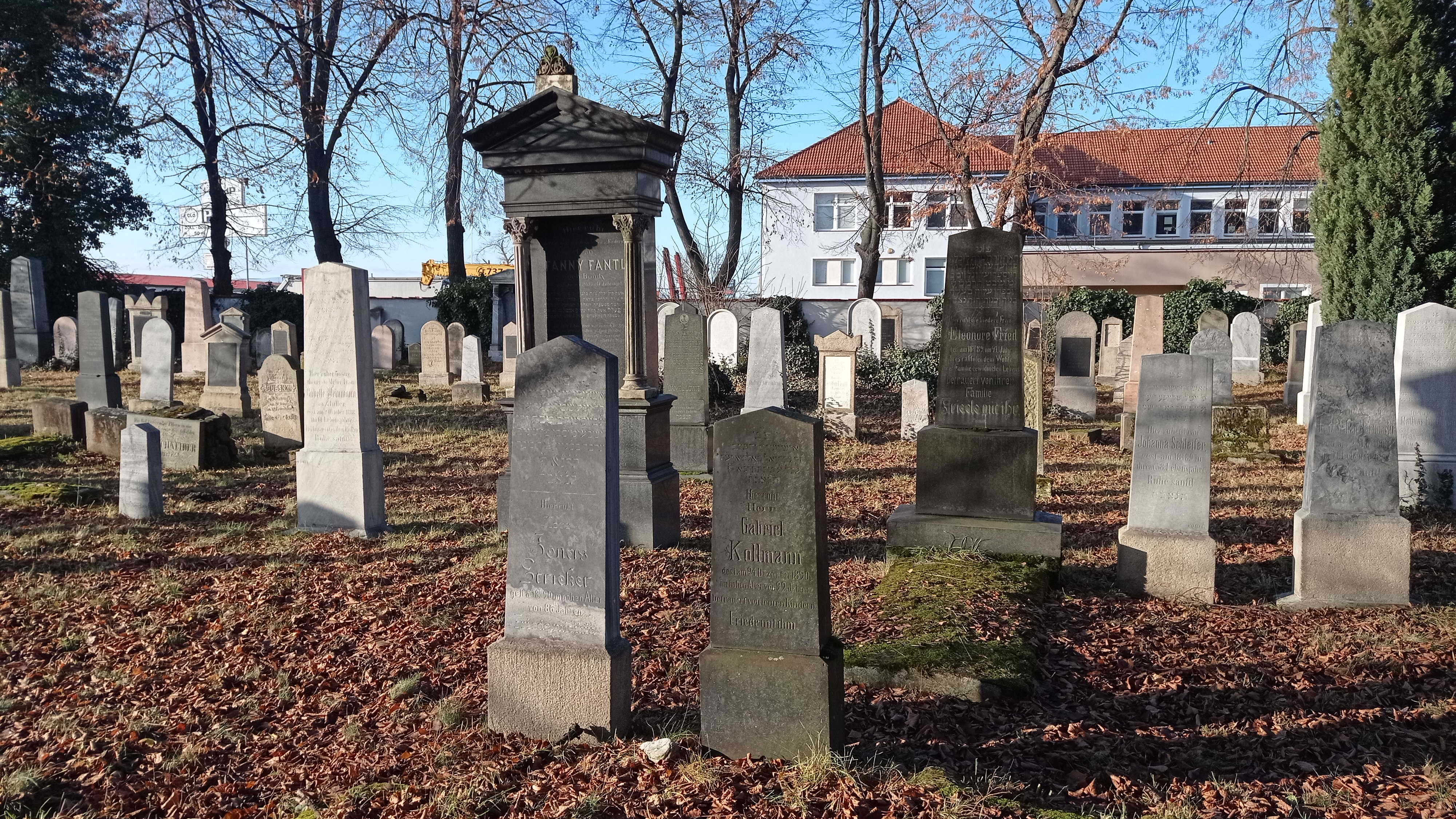
Náhrobky v západní části areálu
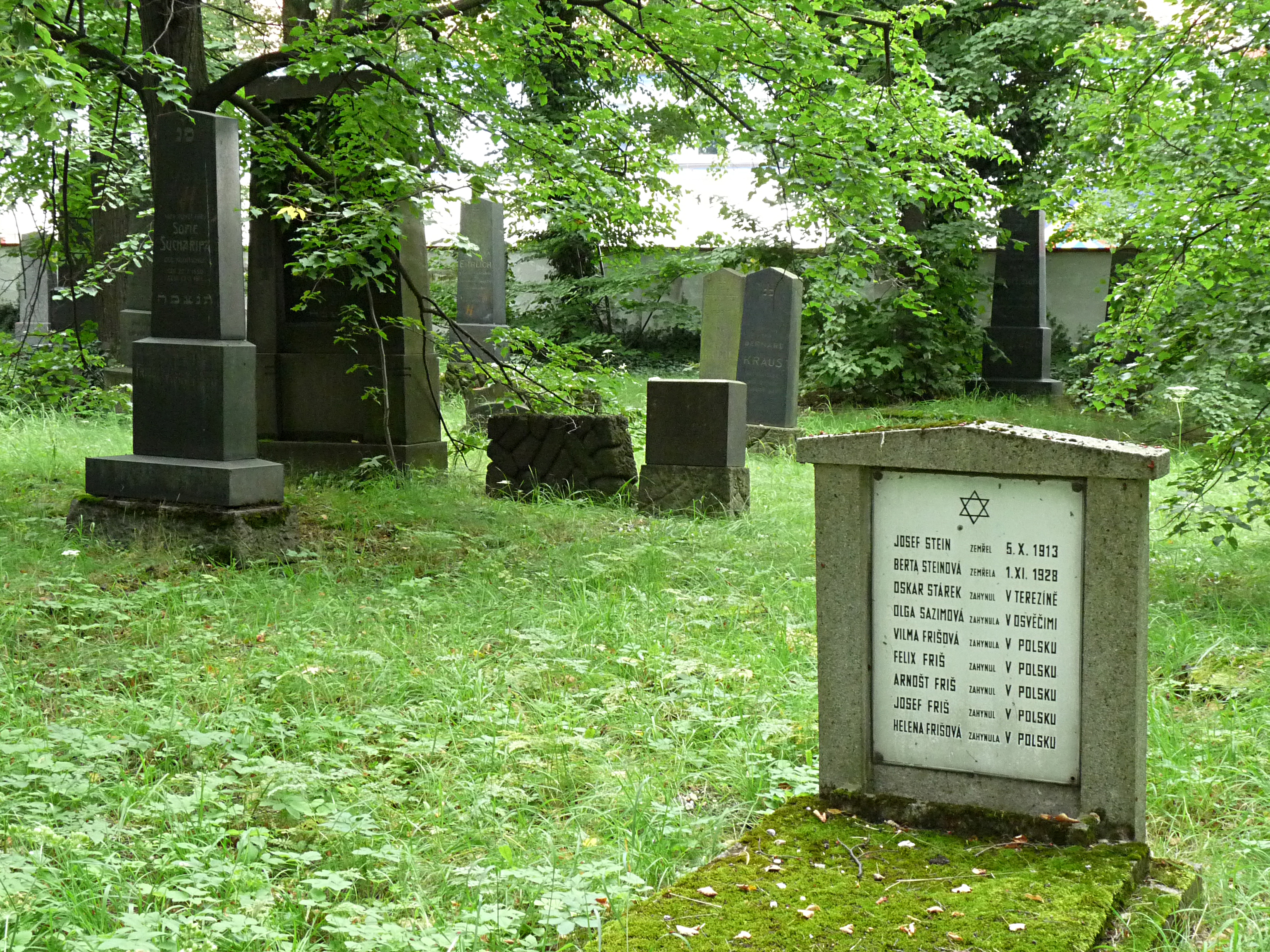
Náhrobek s tabulkou připomínající oběti holokaustu
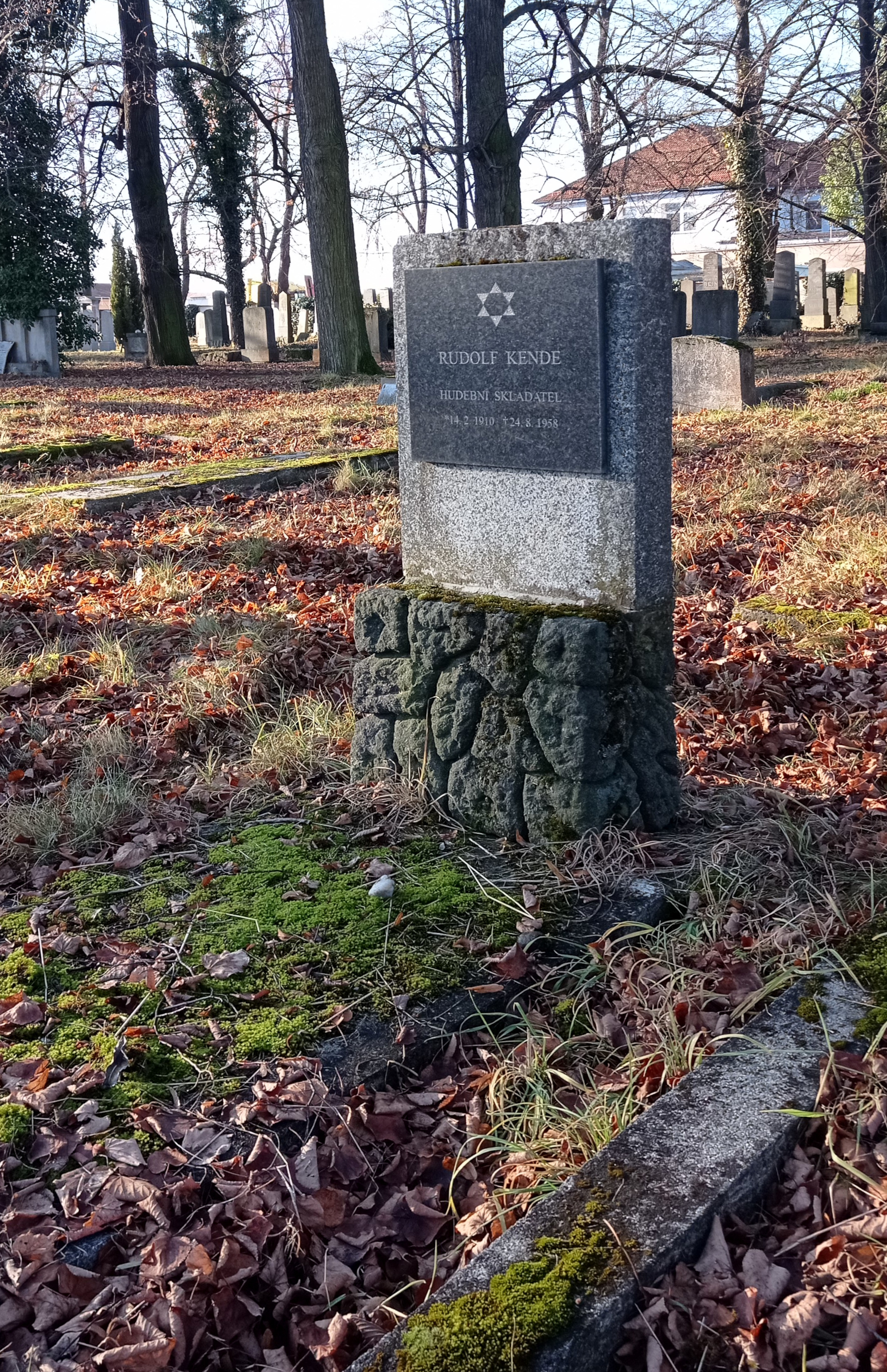
Náhrobek Rudolfa Kendeho